# アルバート・パイク

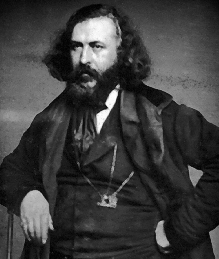
アルバート・パイク

アルバート・パイク（Albert Pike、1809年12月29日 - 1891年4月2日）は、弁護士。フリーメイソン。南北戦争時の南部連合の将軍。

## 人物

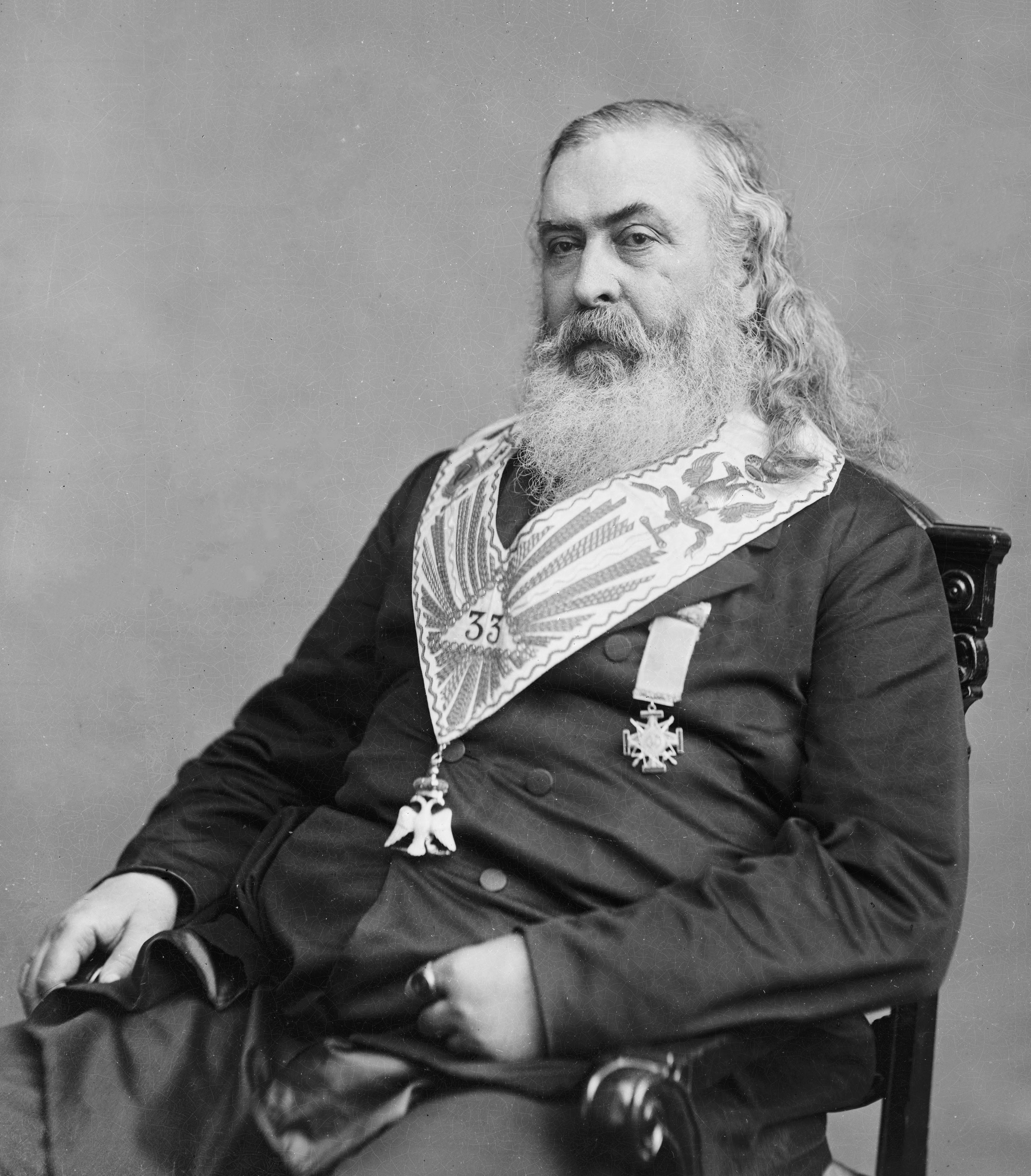
フリーメイソンの正装を着たパイク(1865-1880年頃)。

秘密結社フリーメイソンに所属していたと言われている。「メイソンの黒い教皇」とも呼ばれている。古代や東洋の神秘主義を研究して、構成員を増やした。オハイオ州シンシナティに本拠地にしていた「ゴールデン・サークル騎士団」の名前を変えたと言われる。また1871年、イタリアのフリーメイソンのジュゼッペ・マッツィーニ（イタリア建国の父）に送った手紙には、第一次世界大戦と第二次世界大戦、更に第三次世界大戦についての計画が記されていたという説が陰謀論者の間で広がっている。その内容はおおよそ以下の通りである。

## ジュゼッペ・マッツィーニとアルバート・パイクの往復書簡
この往復書簡の起源は不明確のままである。原典となるパイク書簡は現物が実在しておらず、かつて実際に書かれた事を証明する決定的な証拠も存在していない。
1870年1月22日にマッツィーニがパイクに宛てた手紙に対し、1871年8月15日にパイクがマッツィーニに返事を出したということになっている。
マッツィーニによるとされる手紙の内容は、エディス（イーディス）・スター・ミラー、クイーンボロ男爵夫人（Edith Starr Miller, Lady Queenborough, 1887年7月16日- 1933年1月16日）が1933年に出版した「オカルト神権政治」（Occult Theocracy）に収録されている。
パイクによるとされる返書の内容は、チリのサンティアゴの枢機卿、ホセ・マリア・カロ・ロドリゲス（José María Caro Rodríguez, 1866年6月23日- 1958年12月4日）が1925年に出版した「ベールを剥がされたフリーメイソンリーの密儀」（Mystery of Freemasonry unveiled）の中に収録されている。抄訳が、ロドリゲス枢機卿から学んだとされる、元・王立カナダ海軍情報将校であるウィリアム・ガイ・カー（William Guy Carr, 1895年6月2日- 1959年10月2日）が1955年に上梓した「ゲームの駒」（Pawns in the Game）第4版（1962年）に掲載された。

## 年譜
- 1809年12月29日 マサチューセッツ州ボストンにて誕生。
- 15歳でハーバード大学に入学。2年分の勉学を1年で済ませ、第三学年への進級資格を得るものの、大学側から飛び級分の授業料も払うよう要求され、経済的な理由から払えず、マサチューセッツ州を離れる。
- 一路西を目指し、オハイオ州シンシナティ、イリノイ州ケロー、ミズーリ州セントルイスを経由して、ニューメキシコ州サンタフェに到着。一年近く滞在。
- ルイジアナ州ニューオーリンズを目指すも、最終的にアーカンソー州フォートスミスに到着。教師としてアーカンソー州に定住。
- 地元の「リトル・ロック・アドヴォケート」紙に寄稿。後にこの新聞社を買収して経営に携わる。
- ウィリアム・ブラックストンの「英国法註解」を読破し、アーカンソー州の弁護士資格を取得。リトルロックで弁護士を開業。
- 1837年 アーカンソー州法の注釈書を執筆。
- 1840年代 オッド・フェローの自治結社[3]に加入。
- 1846年～1848年 米墨戦争において、志願兵を集めて騎兵連隊を結成し参加。
- 1849年 合衆国連邦最高裁判所で弁護士として活動する資格を認められる。
- アメリカ先住民の弁護を一手に引き受けるようになり、先住民の言語にも通じ、先住民の信頼を集める。
- 1850年 メイソンとしての活動を開始。リトルロックの「西方の星ロッジ・第一」で参入儀礼を受ける。ヨーク儀礼への参加。
- 1851年 「ロイヤル・アーチ・メイソン」になる。
- 1852年 「地下洞メイソン」になる。
- 1852年～1853年 アーカンソー州大ロッジの大棟梁を務める。
- 1853年 「テンプル騎士」になる。
- 1853年3月 ニューオーリンズへ行き、南部管轄区最高評議会事務局長アルバート・ギャラティン・マッキー（Albert Gallatin Mackey）博士と面会。マッキーから、三日間の通達により、古代公認スコットランド儀礼の全位階を授けられる。

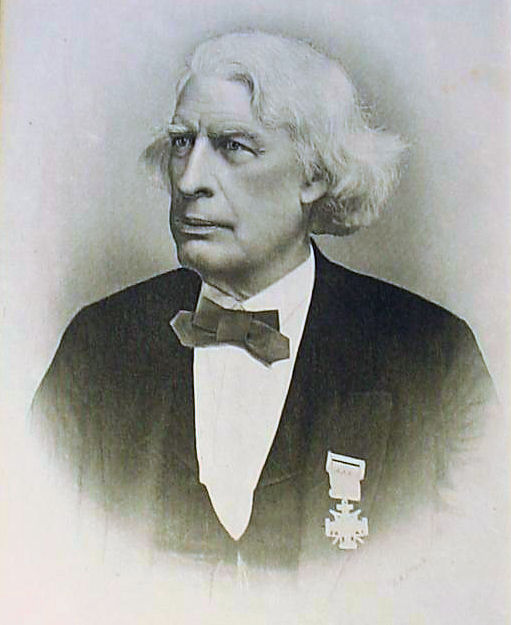
アルバート・ギャラティン・マッキー（1807年3月12日 - 1881年6月20日）

- 1855年 儀礼の式次第や内容を改訂する委員会のメンバーに任命される。
- 1856年 「南部大会」において奴隷貿易の再開に反対する。
- 1859年 「大長官」に出世。
- 1859年 チョクトー族に対して300万ドル弱もの資金を返還するよう連邦政府に命じる判決を勝ち取る。先住民の間で有能な弁護士との好評判が定着する。
- 1861年～1865年 南北戦争において、南部連邦政府により、アメリカ先住民の各部族と協定を結ぶ交渉役に任命される。後、先住民の部隊を統率する准将となる。
- 1862年3月 「ピー・リッジの戦い」に参戦。パイクの部隊に所属していた一部の先住民が、投降した北部連盟の兵士達の頭皮を剥ぎ取る。
- 1862年7月 上記が原因で軍務を辞任。
- 1865年4月 南軍降伏。エイブラハム・リンカーン大統領に恩赦を申請。逮捕を免れるためカナダへ逃亡。
- 1865年8月 アンドリュー・ジョンソン大統領により恩赦。
- 1865年12月 帰国。合衆国に忠誠を誓う。
- テネシー州メンフィスに短期滞在。弁護士として、また、「メンフィス・アピール」紙の編集者として働く。
- 1868年 ワシントンD.C.へ転居。
- 1868年 古代公認スコットランド儀礼の参入儀礼の改訂作業を完了。
- 1871年 上記の補足説明として「古代公認スコットランド儀礼の寓意と教理」（Morals and Dogma of the Ancient and Accepted Scottish Rite of Freemasonry）を発表。
- 1875年 スイスのローザンヌにて開催されたメイソンの最高評議会大会に参加。
- 1891年4月2日 ワシントンD.C.の古代公認スコットランド儀礼の本部にて死去。

## こぼれ話
2020年6月19日深夜、人種差別に抗議するデモ隊によって、奴隷制を維持した南軍の象徴として、首都ワシントンD.C.のジュディシャリー・スクウェア（司法広場）に設置されていた、アルバート・パイク像が引き倒された。